# Плюсково (Дзержинский район)
Плюсково (ранее Муромцево, Дудино) — деревня в Дзержинском районе Калужской области России. Входит в состав Угорского сельского поселения.

## География
Расположена на левом берегу реки Угра в 28 км от Кондрово. Территория деревни находится в границах национального парка «Угра».

## Население
| 2002 | 2010 |
| ---- | ---- |
| 166  | ↘144 |

## История
В Плюсково располагалась усадьба, относившаяся к числу крупнейших в Калужской губернии. На протяжении длительного периода здесь располагалось имение семьи Муромцовых (позже написание фамилии изменилось на Муромцевы), и до середины XIX века село обычно называлось по их фамилии. На момент проведения Генерального межевания в 1777 году её владельцем являлся Никита Алексеевич Муромцов. Отмечалось, что в усадьбе имеется деревянный господский дом и регулярный сад. В начале XIX века имение по наследству перешло к его сыну, майору Алексея Никитича Муромцева (1769—1838). При новом хозяине в имении был построен Рождественский храм, проводились садово-парковые работы, возле амбара был выкопан пруд. В процессе обустройства усадьбы перестройке подверглись главный дом, флигель к северу от дома и хозяйственные постройки. На момент смерти А. Н. Муромцева при господском доме работали 115 дворовых людей. Имение отошло жене майора Прасковье Семёновне Муромцевой и её сыну Аркадию Алексеевичу. В 1850 году площадь территории усадьбы и сада составляла 15 десятин, при ней находились 21 дворовых и садовник. На 1860 год единственным хозяином усадьбы являлся А. А. Муромцев.
Новыми владельцами Плюсково в 1870-80-е года стала семья Дерюжинских. В последней трети XIX века к западу от главного дома была построена молочная, а в 1905 году к западу от амбара церковно-приходская школа. В конце XIX века владелицей имения, стоимость которого на тот момент превышала 50 тысяч рублей, являлась вдова коллежского асессора Екатерина Николаевна Дерюжинская, жена юриста Фёдора Тимофеевича Дерюжинского. До 1917 года усадьбой распоряжались её наследники.
После революции в Плюсково была устроена коммуна, затем создан колхоз. На начало XXI века в ансамбль усадьбы входят храм, флигель, амбар, конюшня, молочная, школа, сад и пруды. Постройки хозяйственного назначения преобразованы в жилые дома, в бывшей конюшне располагается магазин, действует средняя школа (бывшая ранее церковно-приходской). Частично сохранились старые посадки лип вдоль центральной дороги, ведущей к храму. Парк усадьбы площадью 3 га в 1995 году объявлен памятником природы регионального значения. (По другим данным парк был вырублен в конце XX века, расположенные в нём пруды заросли).
Деревня до 1927 года входила в состав Медынского уезда.
До 2014 года Плюсково входило в состав сельского поселения «Угорская волость».

## Храм
Каменный храм с колокольней в честь Рождества Пресвятой Богородицы построен в стиле классицизма в 1820 году на деньги А. Н. Муромцева, чьё надгробие сохранилось возле церкви. После 1917 года храм использовался как хозяйственная постройка местным колхозом. 26 мая 2000 года храм передан Калужской епархии, после чего было начато его восстановление.